# La Sabina, Coahuila
La Sabina är en ort i Mexiko.   Den ligger i kommunen Ocampo och delstaten Coahuila, i den norra delen av landet, 1 100 km norr om huvudstaden Mexico City. La Sabina ligger 1 747 meter över havet och antalet invånare är 167.
Terrängen runt La Sabina är huvudsakligen kuperad, men åt nordväst är den platt. Runt La Sabina är det mycket glesbefolkat, med 2 invånare per kvadratkilometer. Det finns inga andra samhällen i närheten. Trakten runt La Sabina består i huvudsak av gräsmarker.